# مومیجی مانجو
مومیجی مانجو (انگلیسی: Momiji manjū) یکی از انواع واگاشی (شیرینی ژاپنی) است که شکل ظاهری آن به برگ افرای ژاپنی شباهت دارد.